# EHF Champions League der Frauen 2013/14
An der EHF Champions League 2013/14 nahmen insgesamt 29 Handball-Vereinsmannschaften teil, die sich in der vorangegangenen Saison in ihren Heimatländern für den Wettbewerb qualifiziert haben. Es war die 54. Austragung der EHF Champions League bzw. des Europapokals der Landesmeister. Der ungarische Verein Győri ETO KC verteidigte seinen Titel.

## Modus
Qualifikation 1
Die Qualifikation ein K.O. Match mit Hin- und Rückspiel ausgetragen

Qualifikation 2
Die Qualifikation 2 wird im Rahmen mehrerer Final Four-Turniere ausgetragen. Vier Gruppen à vier Teams. Pro Gruppe qualifiziert sich das beste Team für die Gruppenphase. Die ausscheidenden zwölf Teams ziehen in die 2. oder 3. Runde des Europapokal der Pokalsieger ein.
Gruppenphase
Es gibt vier Gruppen mit je vier Mannschaften. In einer Gruppe spielt jeder gegen jeden ein Hin- und Rückspiel; die jeweils zwei Gruppenbesten erreichen die Hauptrunde.
Hauptrunde
Es gibt zwei Gruppen mit je vier Mannschaften. In einer Gruppe spielt jeder gegen jeden ein Hin- und Rückspiel; die jeweils zwei Gruppenbesten erreichen das Halbfinale.
Final Four: Zum ersten Mal gibt es ein Final-Four-Turnier, das Halbfinale und Finale wird am 3. und 4. Mai 2014 in der Papp László Budapest Sportaréna in Budapest ausgetragen. Das Halbfinale wird im K.o.-System gespielt. Die Gewinner jeder Partie ziehen in das Finale ein. Die Verlierer jeder Partie ziehen in das Spiel um den dritten Platz ein. Es wird pro Halbfinale nur ein Spiel ausgetragen. Auch das Finale und das Spiel um Platz drei wird im einfachen Modus ausgespielt.

## Qualifikation 1
Die Auslosung der Qualifikation 1 fand am 27. Juli 2013 um 14:00 Uhr (UTC+2) in Wien statt.

Es nehmen 2 Teams teil, die sich vorher für den Wettbewerb qualifiziert haben. Der Gewinner nimmt an der Qualifikation 2 teil.
| Mannschaft 1                          | Mannschaft 2                                   | Hinspiel             | Rückspiel            | Gesamt  |
| ------------------------------------- | ---------------------------------------------- | -------------------- | -------------------- | ------- |
| SERCODAK Dalfsen Myrthe Schoenaker 12 | Muratpaşa Belediyesi SK Serpil Iskenderoğlu 16 | 31.08.2013 17:00 Uhr | 01.09.2012 17:00 Uhr | 68 : 55 |
| SERCODAK Dalfsen Myrthe Schoenaker 12 | Muratpaşa Belediyesi SK Serpil Iskenderoğlu 16 | 34 : 31 (16 : 10)    | 24 : 34 (16 : 10)    | 68 : 55 |
| SERCODAK Dalfsen Myrthe Schoenaker 12 | Muratpaşa Belediyesi SK Serpil Iskenderoğlu 16 | 500 Zuschauer        | 400 Zuschauer        | 68 : 55 |

## Qualifikation 2
Die Auslosung der Qualifikation 2 fand am 27. Juli 2013 um 14:00 Uhr (UTC+2) in Wien statt.
Es nehmen 16 Teams teil, die sich vorher für den Wettbewerb qualifiziert haben.

### Qualifizierte Teams
| Topf 1: - FTC-Rail Cargo Hungaria - Byåsen Trondheim - HCM Baia Mare - Rostow am Don | Topf 2: - Team Tvis Holstebro - HC Leipzig - ETV-Érdi VSE - ŽRK Vardar SCBT |

| Topf 3: - SERCODAK Dalfsen - LK Zug - Jomi Salerno - HK BNTU-BelAS Minsk | Topf 4 (Wild Card): - Tertnes HB Elite - Viborg HK - Fleury Loiret HB - RK Lokomotiva Zagreb |

### Gruppen
| Gruppe 1 Byåsen Trondheim HC Leipzig HK BNTU-BelAS Minsk Tertnes HB Elite | Gruppe 2 FTC-Rail Cargo Hungaria ETV-Érdi VSE LK Zug RK Lokomotiva Zagreb | Gruppe 3 HCM Baia Mare Team Tvis Holstebro SERCODAK Dalfsen Viborg HK | Gruppe 4 GK Rostow am Don ŽRK Vardar SCBT Jomi Salerno Fleury Loiret HB |

#### Gruppe 1
Das Turnier der Gruppe 1 fand am 7. und 8. September 2013 statt.
Die Halbfinalspiele der Gruppe 1 fand am 7. September 2013 statt. Der Gewinner jeder Partie zieht in das Finale, um die Teilnahme an der Gruppenphase, ein. Die Verlierer nehmen am Spiel um die Plätze drei und vier teil.
| Mannschaft 1                      | Endergebnis      | Mannschaft 2                           | Datum und Zeit          |
| --------------------------------- | ---------------- | -------------------------------------- | ----------------------- |
| Byåsen Trondheim Tonje Nøstvold 8 | 21 : 20 (6 : 7)  | Tertnes HB Elite Linn Gossé 7          | 07.09.13, Sa. 15:00 Uhr |
| Byåsen Trondheim Tonje Nøstvold 8 | Spielbericht     | Tertnes HB Elite Linn Gossé 7          | 465 Zuschauer           |
| HC Leipzig Karolina Kudłacz 7     | 29 : 24 (16 : 9) | HK BNTU-BelAS Minsk Ljubow Arischina 9 | 07.09.13, Sa. 17:30 Uhr |
| HC Leipzig Karolina Kudłacz 7     | Spielbericht     | HK BNTU-BelAS Minsk Ljubow Arischina 9 | 150 Zuschauer           |

Das Spiel der Verlierer fand am 8. September 2013 statt. Der Verlierer der Partie nimmt an der 2. Runde des Europapokal der Pokalsieger teil. Der Gewinner nimmt an der 3. Runde des Europapokal der Pokalsieger teil.
| Mannschaft 1                        | Endergebnis                 | Mannschaft 2                                 | Datum und Zeit          |
| ----------------------------------- | --------------------------- | -------------------------------------------- | ----------------------- |
| Tertnes HB Elite Maren Roll Lied 10 | 28 : 25 (24 : 24) (10 : 13) | HK BNTU-BelAS Minsk Katsiaryna Silitskaya 10 | 08.09.13, So. 15:30 Uhr |
| Tertnes HB Elite Maren Roll Lied 10 | Spielbericht                | HK BNTU-BelAS Minsk Katsiaryna Silitskaya 10 | 100 Zuschauer           |

Das Finale fand  am 8. September 2013 statt. Der Gewinner der Partie nimmt an der Gruppenphase der EHF Champions League 2013/14 teil. Der Verlierer nimmt an der 3. Runde des Europapokal der Pokalsieger teil.
| Mannschaft 1                      | Endergebnis       | Mannschaft 2               | Datum und Zeit          |
| --------------------------------- | ----------------- | -------------------------- | ----------------------- |
| Byåsen Trondheim Camilla Herrem 5 | 23 : 27 (12 : 13) | HC Leipzig Susann Müller 8 | 08.09.13, So. 18:00 Uhr |
| Byåsen Trondheim Camilla Herrem 5 | Spielbericht      | HC Leipzig Susann Müller 8 | 626 Zuschauer           |

#### Gruppe 2
Das Turnier der Gruppe 2 fand am 14. und 15. September 2013 statt.
Die Halbfinalspiele der Gruppe 2 fanden am 14. September 2013 statt. Der Gewinner jeder Partie zieht in das Finale, um die Teilnahme an der Gruppenphase, ein. Die Verlierer nehmen am Spiel um die Plätze drei und vier teil.
| Mannschaft 1                             | Endergebnis       | Mannschaft 2                                            | Datum und Zeit          |
| ---------------------------------------- | ----------------- | ------------------------------------------------------- | ----------------------- |
| FTC-Rail Cargo Hungaria Szandra Zácsik 8 | 26 : 23 (7 : 9)   | RK Lokomotiva Zagreb Sonja Bašić und Sanja Rajović je 4 | 14.09.13, Sa. 18:00 Uhr |
| FTC-Rail Cargo Hungaria Szandra Zácsik 8 | Spielbericht      | RK Lokomotiva Zagreb Sonja Bašić und Sanja Rajović je 4 | 1.130 Zuschauer         |
| ETV-Érdi VSE Anna Kovács 8               | 34 : 25 (18 : 14) | LK Zug Yael Gwerder 5                                   | 14.09.13, Sa. 15:00 Uhr |
| ETV-Érdi VSE Anna Kovács 8               | Spielbericht      | LK Zug Yael Gwerder 5                                   | 950 Zuschauer           |

Das Spiel der Verlierer fand am 15. September 2013 statt. Der Verlierer der Partie nimmt an der 2. Runde des Europapokal der Pokalsieger teil. Der Gewinner nimmt an der 3. Runde des Europapokal der Pokalsieger teil.
| Mannschaft 1                        | Endergebnis       | Mannschaft 2                                                 | Datum und Zeit          |
| ----------------------------------- | ----------------- | ------------------------------------------------------------ | ----------------------- |
| RK Lokomotiva Zagreb Maja Kožnjak 6 | 35 : 24 (18 : 10) | LK Zug Yael Gwerder, Seline Ineichen und Lynn Schwander je 4 | 15.09.13, So. 14:00 Uhr |
| RK Lokomotiva Zagreb Maja Kožnjak 6 | Spielbericht      | LK Zug Yael Gwerder, Seline Ineichen und Lynn Schwander je 4 | 950 Zuschauer           |

Das Finale fand am 15. September 2013 statt. Der Gewinner der Partie nimmt an der Gruppenphase der EHF Champions League 2013/14 teil. Der Verlierer nimmt an der 3. Runde des Europapokal der Pokalsieger teil.
| Mannschaft 1                               | Endergebnis       | Mannschaft 2                  | Datum und Zeit          |
| ------------------------------------------ | ----------------- | ----------------------------- | ----------------------- |
| FTC-Rail Cargo Hungaria Zsuzsanna Tomori 7 | 31 : 24 (13 : 16) | ETV-Érdi VSE Kinga Klivinyi 7 | 15.09.13, So. 16:15 Uhr |
| FTC-Rail Cargo Hungaria Zsuzsanna Tomori 7 | Spielbericht      | ETV-Érdi VSE Kinga Klivinyi 7 | 1.200 Zuschauer         |

#### Gruppe 3
Das Turnier der Gruppe 3 fand am 14. und 15. September 2013 statt.
Die Halbfinalspiele der Gruppe 3 fanden am 14. September 2013 statt. Der Gewinner jeder Partie zieht in das Finale, um die Teilnahme an der Gruppenphase, ein. Die Verlierer nehmen am Spiel um die Plätze drei und vier teil.
| Mannschaft 1                         | Endergebnis       | Mannschaft 2                    | Datum und Zeit          |
| ------------------------------------ | ----------------- | ------------------------------- | ----------------------- |
| HCM Baia Mare Eliza Buceschi 8       | 26 : 25 (0 : 0)   | Viborg HK Sanja Damnjanović 8   | 14.09.13, Sa. 11:00 Uhr |
| HCM Baia Mare Eliza Buceschi 8       | Spielbericht      | Viborg HK Sanja Damnjanović 8   | 2.080 Zuschauer         |
| Team Tvis Holstebro Mette Gravholt 8 | 38 : 30 (21 : 14) | SERCODAK Dalfsen Yara Nijboer 6 | 14.09.13, Sa. 14:00 Uhr |
| Team Tvis Holstebro Mette Gravholt 8 | Spielbericht      | SERCODAK Dalfsen Yara Nijboer 6 | 1.700 Zuschauer         |

Das Spiel der Verlierer fand am 15. September 2013 statt. Der Verlierer der Partie nimmt an der 2. Runde des Europapokal der Pokalsieger teil. Der Gewinner nimmt an der 3. Runde des Europapokal der Pokalsieger teil.
| Mannschaft 1                  | Endergebnis      | Mannschaft 2                           | Datum und Zeit          |
| ----------------------------- | ---------------- | -------------------------------------- | ----------------------- |
| Viborg HK Sanja Damnjanović 6 | 33 : 12 (13 : 7) | SERCODAK Dalfsen Fabienne Logtenberg 5 | 15.09.13, So. 15:00 Uhr |
| Viborg HK Sanja Damnjanović 6 | Spielbericht     | SERCODAK Dalfsen Fabienne Logtenberg 5 | 1.700 Zuschauer         |

Das Finale fand am 15. September 2013 statt. Der Gewinner der Partie nimmt an der Gruppenphase der EHF Champions League 2013/14 teil. Der Verlierer nimmt an der 3. Runde des Europapokal der Pokalsieger teil.
| Mannschaft 1                                       | Endergebnis       | Mannschaft 2                                                                   | Datum und Zeit          |
| -------------------------------------------------- | ----------------- | ------------------------------------------------------------------------------ | ----------------------- |
| HCM Baia Mare Melinda Geiger und Aneta Pirvut je 7 | 36 : 23 (20 : 10) | Team Tvis Holstebro M. Bjorholm Gravholt, J. K. Larsen und A. G. Nørgaard je 4 | 15.09.13, So. 18:00 Uhr |
| HCM Baia Mare Melinda Geiger und Aneta Pirvut je 7 | Spielbericht      | Team Tvis Holstebro M. Bjorholm Gravholt, J. K. Larsen und A. G. Nørgaard je 4 | 2.080 Zuschauer         |

#### Gruppe 4
Das Turnier der Gruppe 4 fand am 14. und 15. September 2013 statt.
Die Halbfinalspiele der Gruppe 4 fanden am 14. September 2013 statt. Der Gewinner jeder Partie zieht in das Finale, um die Teilnahme an der Gruppenphase, ein. Die Verlierer nehmen am Spiel um die Plätze drei und vier teil.
| Mannschaft 1                            | Endergebnis       | Mannschaft 2                         | Datum und Zeit          |
| --------------------------------------- | ----------------- | ------------------------------------ | ----------------------- |
| Rostow am Don Oksana Switanko 5         | 21 : 26 (11 : 12) | Fleury Loiret HB Beatriz Fernández 8 | 14.09.13, Sa. 16:30 Uhr |
| Rostow am Don Oksana Switanko 5         | Spielbericht      | Fleury Loiret HB Beatriz Fernández 8 | 100 Zuschauer           |
| ŽRK Vardar SCBT Jekaterina Kostjukowa 6 | 35 : 16 (14 : 4)  | Jomi Salerno Natalja Wynjukowa 4     | 14.09.13, Sa. 19:00 Uhr |
| ŽRK Vardar SCBT Jekaterina Kostjukowa 6 | Spielbericht      | Jomi Salerno Natalja Wynjukowa 4     | 200 Zuschauer           |

Das Spiel der Verlierer fand am 15. September 2013 statt. Der Verlierer der Partie nimmt an der 2. Runde des Europapokal der Pokalsieger teil. Der Gewinner nimmt an der 3. Runde des Europapokal der Pokalsieger teil.
| Mannschaft 1                                      | Endergebnis      | Mannschaft 2                     | Datum und Zeit          |
| ------------------------------------------------- | ---------------- | -------------------------------- | ----------------------- |
| Rostow am Don Julija Manaharowa und Anna Sen je 9 | 41 : 18 (22 : 8) | Jomi Salerno Natalja Wynjukowa 6 | 15.09.13, So. 16:30 Uhr |
| Rostow am Don Julija Manaharowa und Anna Sen je 9 | Spielbericht     | Jomi Salerno Natalja Wynjukowa 6 | 200 Zuschauer           |

Das Finale fand am 15. September 2013 statt. Der Gewinner der Partie nimmt an der Gruppenphase der EHF Champions League 2013/14 teil. Der Verlierer nimmt an der 3. Runde des Europapokal der Pokalsieger teil.
| Mannschaft 1                         | Endergebnis       | Mannschaft 2                 | Datum und Zeit          |
| ------------------------------------ | ----------------- | ---------------------------- | ----------------------- |
| Fleury Loiret HB Beatriz Fernández 7 | 25 : 33 (11 : 18) | ŽRK Vardar SCBT Maja Zebić 9 | 15.09.13, So. 18:30 Uhr |
| Fleury Loiret HB Beatriz Fernández 7 | Spielbericht      | ŽRK Vardar SCBT Maja Zebić 9 | 300 Zuschauer           |

## Gruppenphase
Die Auslosung der Gruppenphase fand am 27. Juni 2013 in Wien statt.
Es nehmen die 4 erstplatzierten aus der Qualifikation 2 und die 12 die sich vorher für den Wettbewerb qualifiziert haben teil.

### Qualifizierte Teams
| Topf 1: - Győri ETO KC - Larvik HK - ŽRK Budućnost Podgorica - RK Krim Mercator | Topf 2: - Balonmano Bera Bera - FC Midtjylland - Thüringer HC - Metz Handball |

| Topf 3: - Hypo Niederösterreich - RK Podravka Vegeta - IK Sävehof - MKS Lublin | Topf 4: - HC Leipzig - FTC-Rail Cargo Hungaria - HCM Baia Mare - ŽRK Vardar SCBT |

### Gruppen
| Gruppe A Győri ETO KC Thüringer HC Hypo Niederösterreich HCM Baia Mare | Gruppe B ŽRK Budućnost Podgorica FC Midtjylland MKS Lublin FTC-Rail Cargo Hungaria | Gruppe C RK Krim Mercator Metz Handball IK Sävehof HC Leipzig | Gruppe D Larvik HK Balonmano Bera Bera RK Podravka Vegeta ŽRK Vardar SCBT |

#### Entscheidungen
|  | Qualifikationsplatz für die Hauptrunde                                      |
|  | Qualifizierter Verein für die Hauptrunde                                    |
|  | Qualifikationsplatz für Achtelfinale des Europapokals der Pokalsieger       |
|  | Qualifizierter Verein für das Achtelfinale des Europapokals der Pokalsieger |
|  | Platz des ausscheidenden Vereins                                            |
|  | Ausgeschiedener Verein                                                      |

#### Gruppe A
| Pl. | Mannschaft            | Sp. | S | U | N | T   | GT  | Diff | Pkt |
| --- | --------------------- | --- | - | - | - | --- | --- | ---- | --- |
| 1.  | Győri ETO KC          | 6   | 6 | 0 | 0 | 192 | 143 | +49  | 12  |
| 2.  | Thüringer HC          | 6   | 2 | 0 | 4 | 159 | 165 | −6   | 04  |
| 3.  | Hypo Niederösterreich | 6   | 2 | 0 | 4 | 149 | 170 | −21  | 04  |
| 4.  | HCM Baia Mare         | 6   | 2 | 0 | 4 | 140 | 162 | −22  | 04  |

| 5. Oktober 2013, Sa. 18:30 Uhr in Magvassy Mihály Sportcsarnok, Győr                    | 1.800 Zuschauer Spielbericht | Győri ETO KC Heidi Løke 6                        | 41 : 22 (21 : 11) | Hypo Niederösterreich Alexandra do Nascimento 8                                        |
| 6. Oktober 2013, So. 15:00 Uhr in Wiedigsburghalle Nordhausen, Nordhausen               | 1.800 Zuschauer Spielbericht | Thüringer HC Sonja Frey 10                       | 36 : 29 (18 : 15) | HCM Baia Mare Melinda Geiger, Timea Judita Tătar je 7                                  |
| 12. Oktober 2013, Sa. 19:00 Uhr in Sala Polivalentă Lascăr Pană, Baia Mare - Maramureș  | 2.000 Zuschauer Spielbericht | HCM Baia Mare Timea Judita Tătar 5               | 21 : 33 (10 : 16) | Győri ETO KC Heidi Løke 9                                                              |
| 13. Oktober 2013, So. 20:25 Uhr in BSFZ Südstadt, Maria Enzersdorf                      | 600 Zuschauer Spielbericht   | Hypo Niederösterreich Alexandra do Nascimento 9  | 29 : 23 (14 : 13) | Thüringer HC Alexandrina Cabral Barbosa, Sonja Frey je 7                               |
| 20. Oktober 2013, So. 16:00 Uhr in Wiedigsburghalle, Nordhausen                         | 2.000 Zuschauer Spielbericht | Thüringer HC Sonja Frey, Ana Gros je 6           | 25 : 33 (12 : 20) | Győri ETO KC Anita Görbicz 11                                                          |
| 19. Oktober 2013, Sa. 17:00 Uhr in Sala Polivalentă Lascăr Pană, Baia Mare - Maramureș  | 2.080 Zuschauer Spielbericht | HCM Baia Mare Adriana Nechita 6                  | 24 : 23 (8 : 12)  | Hypo Niederösterreich Gorica Aćimović, Alexandra do Nascimento, Fernanda da Silva je 6 |
| 2. November 2013, Sa. 19:30 Uhr in Magvassy Mihály Sportcsarnok, Győr                   | 1.900 Zuschauer Spielbericht | Győri ETO KC Katarina Bulatović 7                | 29 : 22 (13 : 11) | Thüringer HC Alexandrina Cabral Barbosa 8                                              |
| 2. November 2013, Sa. 20:25 Uhr in BSFZ Südstadt, Maria Enzersdorf                      | 1.020 Zuschauer Spielbericht | Hypo Niederösterreich Alexandra do Nascimento 11 | 23 : 20 (16 : 10) | HCM Baia Mare Lena Jenica Rudics 4                                                     |
| 10. November 2013, So. 20:05 Uhr in BSFZ Südstadt, Maria Enzersdorf                     | 1.020 Zuschauer Spielbericht | Hypo Niederösterreich Alexandra do Nascimento 8  | 27 : 28 (11 : 14) | Győri ETO KC Katarina Bulatović 9                                                      |
| 10. November 2013, So. 18:00 Uhr in Sala Polivalentă Lascăr Pană, Baia Mare - Maramureș | 2.080 Zuschauer Spielbericht | HCM Baia Mare Luciana Andreea Marin 10           | 20 : 19 (10 : 11) | Thüringer HC Nadja Nadgornaja 7                                                        |
| 16. November 2013, Sa. 18:30 Uhr in Magvassy Mihály Sportcsarnok, Győr                  | 1.900 Zuschauer Spielbericht | Győri ETO KC Katarina Bulatović 7                | 28 : 26 (14 : 14) | HCM Baia Mare Melinda Geiger 7                                                         |
| 17. November 2013, So. 15:00 Uhr in Wiedigsburghalle Nordhausen, Nordhausen             | 2.208 Zuschauer Spielbericht | Thüringer HC Kerstin Wohlbold 8                  | 34 : 25 (17 : 11) | Hypo Niederösterreich Alexandra do Nascimento 8                                        |

#### Gruppe B
| Pl. | Mannschaft              | Sp. | S | U | N | T   | GT  | Diff | Pkt |
| --- | ----------------------- | --- | - | - | - | --- | --- | ---- | --- |
| 1.  | FC Midtjylland          | 6   | 5 | 0 | 1 | 156 | 139 | +17  | 10  |
| 2.  | ŽRK Budućnost Podgorica | 6   | 4 | 0 | 2 | 156 | 125 | +31  | 08  |
| 3.  | FTC-Rail Cargo Hungaria | 6   | 3 | 0 | 3 | 162 | 161 | +01  | 06  |
| 4.  | MKS Lublin              | 6   | 0 | 0 | 6 | 140 | 189 | −49  | 0   |

| 6. Oktober 2013, So. 19:00 Uhr in S.C. Morača, Podgorica   | 3.000 Zuschauer Spielbericht | ŽRK Budućnost Podgorica Radmila Petrović 6             | 31 : 19 (16 : 8)  | MKS Lublin Joanna Drabik, Alina Wojtas je 4           |
| 6. Oktober 2013, So. 17:00 Uhr in Brande Hallerne, Ikast   | 1.790 Zuschauer Spielbericht | FC Midtjylland Groot, Jensen, Jørgensen, Troelsen je 6 | 32 : 23 (16 : 11) | FTC-Rail Cargo Hungaria Nerea Pena 8                  |
| 13. Oktober 2013, So. 18:00 Uhr in City Hall Dabas, Dabas  | 2.400 Zuschauer Spielbericht | FTC-Rail Cargo Hungaria Zsuzsanna Tomori 7             | 27 : 25 (13 : 13) | ŽRK Budućnost Podgorica Radmila Petrović              |
| 12. Oktober 2013, Sa. 20:00 Uhr in Globus Hall, Lublin     | 2.500 Zuschauer Spielbericht | MKS Lublin Alina Wojtas 6                              | 24 : 25 (14 : 13) | FC Midtjylland Stine Jørgensen 8                      |
| 20. Oktober 2013, So. 15:15 Uhr in Brande Hallerne, Ikast  | 2.020 Zuschauer Spielbericht | FC Midtjylland Trine Østergaard Jensen 8               | 21 : 19 (8 : 11)  | ŽRK Budućnost Podgorica Cristina Neagu 6              |
| 20. Oktober 2013, So. 14:00 Uhr in City Hall Dabas, Dabas  | 2.400 Zuschauer Spielbericht | FTC-Rail Cargo Hungaria Mónika Kovacsicz 8             | 40 : 25 (20 : 12) | MKS Lublin Alina Wojtas 11                            |
| 3. November 2013, So. 17:00 Uhr in S.C. Morača, Podgorica  | 4.000 Zuschauer Spielbericht | ŽRK Budućnost Podgorica Milena Knežević 8              | 22 : 15 (12 : 10) | FC Midtjylland Stine Jørgensen, Susan Thorsgaard je 4 |
| 3. November 2013, So. 17:15 Uhr in Globus Hall, Lublin     | 1.800 Zuschauer Spielbericht | MKS Lublin Kamila Skrzyniarz 8                         | 24 : 26 (12 : 15) | FTC-Rail Cargo Hungaria Zsuzsanna Tomori 7            |
| 9. November 2013, Sa. 16:00 Uhr in Globus Hall, Lublin     | 1.600 Zuschauer Spielbericht | MKS Lublin Alesia Mihdaliova 7                         | 22 : 30 (12 : 13) | ŽRK Budućnost Podgorica Radmila Petrović 8            |
| 9. November 2013, Sa. 18:30 Uhr in City Hall Dabas, Dabas  | 1.800 Zuschauer Spielbericht | FTC-Rail Cargo Hungaria Nerea Pena 8                   | 25 : 26 (10 : 13) | FC Midtjylland Nycke Groot 7                          |
| 17. November 2013, So. 18:00 Uhr in S.C. Morača, Podgorica | 5.000 Zuschauer Spielbericht | ŽRK Budućnost Podgorica Dalby, Knežević je 6           | 29 : 21 (15 : 14) | FTC-Rail Cargo Hungaria Zsuzsanna Tomori 6            |
| 17. November 2013, So. 13:15 Uhr in Brande Hallerne, Ikast | 1.830 Zuschauer Spielbericht | FC Midtjylland Line Jørgensen 9                        | 37 : 26 (20 : 13) | MKS Lublin Małgorzata Majerek 5                       |

#### Gruppe C
| Pl. | Mannschaft       | Sp. | S | U | N | T   | GT  | Diff | Pkt |
| --- | ---------------- | --- | - | - | - | --- | --- | ---- | --- |
| 1.  | RK Krim Mercator | 6   | 4 | 1 | 1 | 167 | 138 | +29  | 09  |
| 2.  | IK Sävehof       | 6   | 3 | 1 | 2 | 169 | 172 | −03  | 07  |
| 3.  | Metz Handball    | 6   | 3 | 0 | 3 | 149 | 144 | +05  | 06  |
| 4.  | HC Leipzig       | 6   | 1 | 0 | 5 | 139 | 170 | −31  | 02  |

| 5. Oktober 2013, Sa. 20:30 Uhr in Arena Stožice, Ljubljana     | 2.000 Zuschauer Spielbericht | RK Krim Mercator Tamara Mavsar 9                   | 36 : 28 (14 : 12) | IK Sävehof Hanna Fogelström 6                   |
| 5. Oktober 2013, Sa. 16:00 Uhr in Les Arènes, Metz             | 3.800 Zuschauer Spielbericht | Metz Handball Yvette Broch, Kristina Liščević je 4 | 22 : 23 (11 : 13) | HC Leipzig Karolina Kudłacz, Susann Müller je 5 |
| 13. Oktober 2013, So. 15:00 Uhr in Arena Leipzig, Leipzig      | 3.691 Zuschauer Spielbericht | HC Leipzig Karolina Kudłacz 7                      | 23 : 27 (10 : 13) | RK Krim Mercator Barbara Lazović 7              |
| 12. Oktober 2013, Sa. 16:00 Uhr in Partillebohallen, Göteborg  | 800 Zuschauer Spielbericht   | IK Sävehof Ida Odén 11                             | 32 : 30 (15 : 19) | Metz Handball Paule Baudouin, Grâce Zaadi je 6  |
| 20. Oktober 2013, So. 19:00 Uhr in Les Arènes, Metz            | 4.053 Zuschauer Spielbericht | Metz Handball Paule Baudouin, Nina Kamto je 4      | 21 : 20 (12 : 7)  | RK Krim Mercator Neli Irman 6                   |
| 19. Oktober 2013, Sa. 16:00 Uhr in Arena Leipzig, Leipzig      | 2.500 Zuschauer Spielbericht | HC Leipzig Susann Müller 8                         | 28 : 34 (15 : 18) | IK Sävehof Ida Odén 9                           |
| 2. November 2013, Sa. 20:30 Uhr in Arena Stožice, Ljubljana    | 2.100 Zuschauer Spielbericht | RK Krim Mercator Neli Irman 7                      | 27 : 21 (13 : 11) | Metz Handball Paule Baudouin 7                  |
| 3. November 2013, So. 18:00 Uhr in Partillebohallen, Göteborg  | 1.511 Zuschauer Spielbericht | IK Sävehof Ida Odén 8                              | 30 : 23 (14 : 13) | HC Leipzig Saskia Lang 6                        |
| 10. November 2013, So. 16:00 Uhr in Partillebohallen, Göteborg | 1.355 Zuschauer Spielbericht | IK Sävehof Jenny Alm 7                             | 25 : 25 (16 : 13) | RK Krim Mercator Tamara Mavsar 6                |
| 10. November 2013, So. 15:00 Uhr in Arena Leipzig, Leipzig     | 2.491 Zuschauer Spielbericht | HC Leipzig Karolina Kudłacz, Susann Müller je 5    | 22 : 25 (10 : 11) | Metz Handball Jekaterina Andrjuschina 7         |
| 16. November 2013, Sa. 17:00 Uhr in Arena Stožice, Ljubljana   | 2.500 Zuschauer Spielbericht | RK Krim Mercator Maja Zrnec 7                      | 32 : 20 (15 : 8)  | HC Leipzig Karolina Kudłacz 7                   |
| 17. November 2013, So. 13:15 Uhr in Les Arènes, Metz           | 4.060 Zuschauer Spielbericht | Metz Handball Grâce Zaadi 6                        | 30 : 20 (20 : 10) | IK Sävehof Alm, Fogelström je 4                 |

#### Gruppe D
| Pl. | Mannschaft          | Sp. | S | U | N | T   | GT  | Diff | Pkt |
| --- | ------------------- | --- | - | - | - | --- | --- | ---- | --- |
| 1.  | ŽRK Vardar SCBT     | 6   | 5 | 1 | 0 | 185 | 138 | +47  | 11  |
| 2.  | Larvik HK           | 6   | 4 | 1 | 1 | 170 | 133 | +37  | 09  |
| 3.  | RK Podravka Vegeta  | 6   | 1 | 0 | 5 | 128 | 178 | −50  | 02  |
| 4.  | Balonmano Bera Bera | 6   | 1 | 0 | 5 | 123 | 157 | −34  | 02  |

| 5. Oktober 2013, Sa. 19:30 Uhr in Arena Larvik, Larvik                             | 1.710 Zuschauer Spielbericht | Larvik HK Linn-Kristin Riegelhuth Koren 12             | 34 : 18 (17 : 7)  | RK Podravka Vegeta Vesna Milanović Litre 5             |
| 6. Oktober 2013, So. 17:00 Uhr in Bidebieta Sport Centre, Donostia-San Sebastián   | 850 Zuschauer Spielbericht   | Balonmano Bera Bera Matxalen Ziarsolo Areitioaurtena 7 | 19 : 23 (8 : 12)  | ŽRK Vardar SCBT Andrea Lekić 6                         |
| 11. Oktober 2013, Fr 18:30 Uhr in Boris Trajkovski, Skopje                         | 3.100 Zuschauer Spielbericht | ŽRK Vardar SCBT Maja Zebić 7                           | 27 : 27 (12 : 15) | Larvik HK Nora Mørk 9                                  |
| 12. Oktober 2013, Sa. 18:00 Uhr in Gimnazija Fran Galović, Koprivnica              | 1.500 Zuschauer Spielbericht | RK Podravka Vegeta Jelena Živković 9                   | 29 : 18 (14 : 7)  | Balonmano Bera Bera Elisabeth Pinedo Sáenz 7           |
| 20. Oktober 2013, So. 12:15 Uhr in Bidebieta Sport Centre, Donostia-San Sebastián  | 800 Zuschauer Spielbericht   | Balonmano Bera Bera Matxalen Ziarsolo Areitioaurtena 5 | 17 : 27 (9 : 13)  | Larvik HK Nora Mørk 6                                  |
| 19. Oktober 2013, Sa. 20:00 Uhr in Boris Trajkovski, Skopje                        | 3.800 Zuschauer Spielbericht | ŽRK Vardar SCBT Jovanka Radičević 8                    | 39 : 26 (18 : 7)  | RK Podravka Vegeta Dina Havić 7                        |
| 2. November 2013, Sa. 19:30 Uhr in Arena Larvik, Larvik                            | 1.559 Zuschauer Spielbericht | Larvik HK Linn Jørum Sulland 11                        | 29 : 23 (15 : 9)  | Balonmano Bera Bera Patricia Elorza Eguiara 8          |
| 3. November 2013, So. 18:00 Uhr in Gimnazija Fran Galović, Koprivnica,             | 1.800 Zuschauer Spielbericht | RK Podravka Vegeta Jelena Živković 4                   | 17 : 35 (10 : 16) | ŽRK Vardar SCBT Andrea Lekić 8                         |
| 10. November 2013, So. 18:00 Uhr in Gimnazija Fran Galović, Koprivnica,            | 2.100 Zuschauer Spielbericht | RK Podravka Vegeta Jelena Trifunović 8                 | 19 : 24 (8 : 8)   | Larvik HK Nora Mørk 8                                  |
| 10. November 2013, So. 18:00 Uhr in Boris Trajkovski, Skopje                       | 3.500 Zuschauer Spielbericht | ŽRK Vardar SCBT Tatjana Chmyrowa 6                     | 30 : 20 (15 : 7)  | Balonmano Bera Bera Matxalen Ziarsolo Areitioaurtena 7 |
| 16. November 2013, Sa. 19:30 Uhr in Arena Larvik, Larvik                           | 2.457 Zuschauer Spielbericht | Larvik HK Nora Mørk 6                                  | 29 : 31 (15 : 15) | ŽRK Vardar SCBT Jovanka Radičević 7                    |
| 17. November 2013, So. 12:15 Uhr in Bidebieta Sport Centre, Donostia-San Sebastián | 800 Zuschauer Spielbericht   | Balonmano Bera Bera Matxalen Ziarsolo Areitioaurtena 9 | 28 : 19 (11 : 11) | RK Podravka Vegeta Dina Havić 4                        |

## Hauptrunde
Die Auslosung der Hauptrunde fand am 19. November 2013 in Wien statt.
Es nehmen die beiden erstplatzierten aus den vier Gruppen der Gruppenphase teil.

### Qualifizierte Teams
| Topf 1: - Győri ETO KC - FC Midtjylland - RK Krim Mercator - ŽRK Vardar SCBT | Topf 2: - Thüringer HC - ŽRK Budućnost Podgorica - IK Sävehof - Larvik HK |

### Gruppen
| Gruppe A FC Midtjylland ŽRK Vardar SCBT IK Sävehof Thüringer HC | Gruppe B RK Krim Mercator Győri ETO KC Larvik HK ŽRK Budućnost Podgorica |

#### Gruppe 1
| Pl. | Mannschaft      | Sp. | S | U | N | T   | GT  | Diff | Pkt |
| --- | --------------- | --- | - | - | - | --- | --- | ---- | --- |
| 1.  | ŽRK Vardar SCBT | 6   | 3 | 2 | 1 | 154 | 142 | +12  | 08  |
| 2.  | FC Midtjylland  | 6   | 3 | 1 | 2 | 152 | 147 | +05  | 07  |
| 3.  | Thüringer HC    | 6   | 3 | 1 | 2 | 157 | 156 | +01  | 07  |
| 4.  | IK Sävehof      | 6   | 0 | 2 | 4 | 149 | 167 | −18  | 02  |

#### Gruppe 2
| Pl. | Mannschaft        | Sp. | S | U | N | T   | GT  | Diff | Pkt |
| --- | ----------------- | --- | - | - | - | --- | --- | ---- | --- |
| 1.  | Győri Audi ETO KC | 6   | 4 | 2 | 0 | 160 | 147 | +13  | 10  |
| 2.  | Budućnost         | 6   | 3 | 3 | 0 | 150 | 126 | +24  | 09  |
| 3.  | Larvik            | 6   | 1 | 1 | 4 | 134 | 147 | −13  | 03  |
| 4.  | RK Krim Mercator  | 6   | 1 | 0 | 5 | 133 | 157 | −24  | 02  |

| 1. Februar 2014, Sa. 18:30 Uhr in Széchenyi István Egyetem Sportcsarnok, Győr  | 3.000 Zuschauer Spielbericht | Győri Audi ETO KC Eduarda Amorim 6                        | 23 : 23 (9 : 13)  | Budućnost Dragana Cvijić 6         |
| 1. Februar 2014, Sa. 20:30 Uhr in Arena Stožice, Ljubljana                     | 2.500 Zuschauer Spielbericht | RK Krim Mercator Andrea Penezić 7                         | 24 : 18 (12 : 10) | Larvik Nora Mørk 6                 |
| 7. Februar 2014, Fr. 20:00 Uhr in Arena Larvik, Larvik                         | 4.025 Zuschauer Spielbericht | Larvik Linn-Kristin Riegelhuth Koren 5                    | 23 : 29 (13 : 8)  | Győri Audi ETO KC Anita Görbicz 8  |
| 9. Februar 2014, So. 19:00 Uhr in S.C. Morača, Podgorica                       | 5.000 Zuschauer Spielbericht | Budućnost Byzdra, Cvijić, Neagu, Pavićević je 4           | 30 : 15 (13 : 6)  | RK Krim Mercator Barbara Lazović 4 |
| 16. Februar 2014, So. 18:00 Uhr in Széchenyi István Egyetem Sportcsarnok, Győr | 3.000 Zuschauer Spielbericht | Győri Audi ETO KC Eduarda Amorim, Katarina Bulatović je 6 | 27 : 24 (14 : 12) | RK Krim Mercator Andrea Penezić 6  |
| 16. Februar 2014, So. 20:00 Uhr in S.C. Morača, Podgorica                      | 5.000 Zuschauer Spielbericht | Budućnost Cristina Neagu 5                                | 19 : 19 (8 : 7)   | Larvik Nora Mørk 8                 |
| 1. März 2014, Sa. 18:15 Uhr in Arena Larvik, Larvik                            | 3.150 Zuschauer Spielbericht | Larvik Nora Mørk 7                                        | 17 : 22 (8 : 9)   | Budućnost Dragana Cvijić 6         |
| 1. März 2014, Sa. 20:30 Uhr in Arena Stožice, Ljubljana                        | 2.000 Zuschauer Spielbericht | RK Krim Mercator Barbara Lazović, Katarina Krpež je 5     | 22 : 24 (14 : 14) | Győri Audi ETO KC Anita Görbicz 5  |
| 8. März 2014, Sa. 18:15 Uhr in Arena Larvik, Larvik                            | 1.748 Zuschauer Spielbericht | Larvik Anja Hammerseng-Edin 6                             | 28 : 22 (14 : 12) | RK Krim Mercator Tamara Mavsar 6   |
| 9. März 2014, So. 19:15 Uhr in S.C. Morača, Podgorica                          | 5.000 Zuschauer Spielbericht | Budućnost Cristina Neagu 7                                | 26 : 26 (14 : 12) | Győri Audi ETO KC Anita Görbicz 8  |
| 15. März 2014, Sa. 20:30 Uhr in Arena Stožice, Ljubljana                       | 1.500 Zuschauer Spielbericht | RK Krim Mercator Andrea Penezić 8                         | 26 : 30 (15 : 17) | Budućnost Katarina Ježić 6         |
| 16. März 2014, So. 19:30 Uhr in Széchenyi István Egyetem Sportcsarnok, Győr    | 3.000 Zuschauer Spielbericht | Győri Audi ETO KC Anita Görbicz 7                         | 31 : 29 (14 : 12) | Larvik Anja Hammerseng-Edin 11     |

## Final Four

### Qualifizierte Teams
Für das Final Four qualifiziert sind:
| Győri ETO KC FC Midtjylland Håndbold ŽRK Vardar SCBT ŽRK Budućnost Podgorica |

### Halbfinale
Die Halbfinalspiele fanden am 3. Mai 2014 statt. Der Gewinner jeder Partie zog in das Finale der EHF Champions League 2014 ein.
| Mannschaft 1    | Endergebnis                    | Mannschaft 2            | Datum und Zeit          |
| --------------- | ------------------------------ | ----------------------- | ----------------------- |
| Győri ETO KC    | 29 : 26 (16 : 11)              | FC Midtjylland Håndbold | 03.05.14, Sa. 15:00 Uhr |
| ŽRK Vardar SCBT | 20 : 22 n. V. (16 : 16, 6: 11) | ŽRK Budućnost Podgorica | 03.05.14, Sa. 17:30 Uhr |

#### 1. Halbfinale
3. Mai 2014 in Budapest, Papp László Budapest Sportaréna 9.000 Zuschauer.
Győri ETO KC: Lunde Haraldsen, Herr – Görbicz  (7), Amorim   (5), Kovacsics (5), Bulatović (4), Løke (3), Bognár-Bódi (2), Orbán (2), Korsós (1), A. Hornyák , D. Hornyák, Rédei-Soós, Sirián, Szepesi, Tervel
FC Midtjylland Håndbold: Egestorp, Englert – Groot  (9), S. Jørgensen (8), Jensen (3), Møller (3), L. Jørgensen (1), Thorsgaard  (1), Troelsen  (1), Bøgelund, Mejlvang, Olsen, Rasmussen, Sommer, Svalastog Spellerberg   , Woller 
Schiedsrichter:  Diana Carmen Florescu und Anamaria Stoia
Quelle: Spielbericht

#### 2. Halbfinale
3. Mai 2014 in Budapest, Papp László Budapest Sportaréna 9.000 Zuschauer.
ŽRK Vardar SCBT: Leynaud, Suslina – Lekić  (6), Pineau  (5), Nikolić (3), Dembélé (2), Đokić  (2), Chmyrowa (1), Radičević    (1), Crvenkoska, Dmitrović, Fernández, Klikovac, Kostjukowa, Steriova, Zebić
ŽRK Budućnost Podgorica: Woltering, M. Vukčević, Žderić – Neagu   (6), Cvijić (5), Mehmedović  (5), Dalby (3), Petrović  (2), Byzdra   (1), Gjorgjievska , Ježić, Lazović   , Nikitina, Pavićević, O. Vukčević
Schiedsrichter:  Kjersti Arntsen und Guro Røen
Quelle: Spielbericht

### Kleines Finale
Das Spiel um Platz 3 fand am 4. Mai 2014 statt. Der Gewinner der Partie war Drittplatzierter der EHF Champions League 2014.
| Mannschaft 1    | Endergebnis       | Mannschaft 2            | Datum und Zeit          |
| --------------- | ----------------- | ----------------------- | ----------------------- |
| ŽRK Vardar SCBT | 34 : 31 (14 : 12) | FC Midtjylland Håndbold | 04.05.14, So. 14:30 Uhr |

4. Mai 2014 in Budapest, Papp László Budapest Sportaréna, 10.000 Zuschauer, Spielbericht.
ŽRK Vardar SCBT: Saidowa, Suslina – Nikolić (6), Radičević  (6), Lekić (5), Chmyrowa  (4), Dembélé   (3), Đokić (2), Fernández   (2), Klikovac   (2), Pineau  (2), Zebić   (2), Crvenkoska, Dmitrović, Kostjukowa, Steriova
FC Midtjylland Håndbold: Egestorp, Englert – Groot  (11), Jensen (4), Thorsgaard (4), S. Jørgensen (3), L. Jørgensen (2), Sommer (2), Troelsen (2), Woller (2), Møller (1), Bøgelund, Mejlvang, Olsen, Rasmussen, Svalastog Spellerberg  
Schiedsrichter:  Wiktorija Alpaidse und Tatjana Berjoskina
Quelle: Spielbericht

### Finale
Das Finale fand am 4. Mai 2014 statt. Der Gewinner der Partie war Sieger der EHF Champions League 2014.
| Mannschaft 1            | Endergebnis       | Mannschaft 2 | Datum und Zeit          |
| ----------------------- | ----------------- | ------------ | ----------------------- |
| ŽRK Budućnost Podgorica | 21 : 27 (10 : 15) | Győri ETO KC | 04.05.14, So. 17:00 Uhr |

4. Mai 2014 in Budapest, Papp László Budapest Sportaréna, 10.000 Zuschauer, Spielbericht.
ŽRK Budućnost Podgorica: Woltering, M. Vukčević, Žderić – Neagu (7), Dalby (5), Cvijić  (4), Knežević   (2), Byzdra   (1), Mehmedović (1), Petrović  (1), Božović, Gjorgjievska , Ježić, Lazović , Nikitina, Pavićević
Győri ETO KC: Lunde Haraldsen, Herr – Görbicz (7), Amorim   (4), Løke   (4), Orbán (4), Bulatović (3), Bognár-Bódi (2), Kovacsics   (2), Korsós (1), A. Hornyák, D. Hornyák, Rédei-Soós, Sirián, Szepesi, Tervel
Schiedsrichter:  Charlotte Bonaventura und Julie Bonaventura
Quelle: Spielbericht

## Statistiken

### Torschützenliste

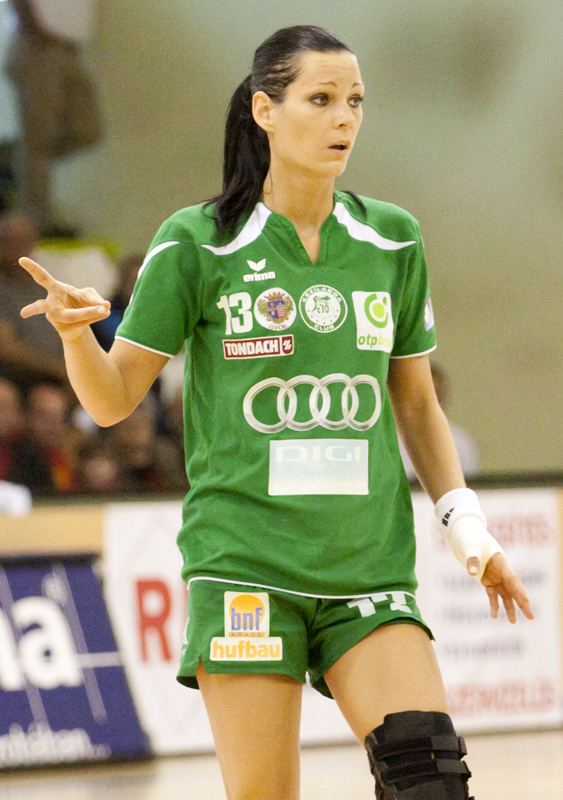
Anita Görbicz

Die Torschützenliste zeigt die drei besten Torschützinnen in der EHF Champions League der Frauen 2013/14.
Zu sehen sind die Nation der Spielerin, der Name, die Position, der Verein, die gespielten Spiele, die Tore und die Ø-Tore.
| Pl. | Nation     | Spieler            | Pos. | Verein          | Sp. | Tore | Ø    |
| --- | ---------- | ------------------ | ---- | --------------- | --- | ---- | ---- |
| 1.  | Ungarn     | Anita Görbicz      | (RM) | Győri ETO KC    | 14  | 87   | 6,21 |
| 2.  | Serbien    | Andrea Lekić       | (RM) | ŽRK Vardar SCBT | 14  | 79   | 5,64 |
| 3.  | Montenegro | Katarina Bulatović | (RR) | Győri ETO KC    | 14  | 72   | 5,14 |